# Pomniki Tadeusza Kościuszki w Końskich
W Końskich znajdują się dwa pomniki Tadeusza Kościuszki – jeden przy zbiegu ulicy Mieszka I oraz Parku Miejskiego im. Tarnowskich, drugi na placu Kościuszki, naprzeciw kolegiaty pod wezwaniem śś. Mikołaja i Wojciecha.

## Historia
Pierwszy pomnik stał pierwotnie nieopodal kolegiaty św. Mikołaja. Pierwotnie na cokole znajdowała się podobizna cara Aleksandra II. 

Car nie przetrwał długo, bo już w roku powstania [1914] podczas wjazdu wojsk austriackich do Końskich zrzucono go z cokołu. Zaborcy wyrazili jednak zgodę, by na cokole ustawić popiersie Tadeusza Kościuszki [1917].

 Do budowy pomnika wykorzystano stary cokół z pomnika Aleksandra II, zakrywając rosyjskie napisy żeliwnymi tablicami z symbolami nawiązującymi do insurekcji kościuszkowskiej. Pomnik stał tam aż do wybuchu II wojny światowej, kiedy to został schowany przed wojskami niemieckimi. Dopiero w latach 80. XX wieku władze miasta postawiły go w miejscu, w którym znajduje się dzisiaj.

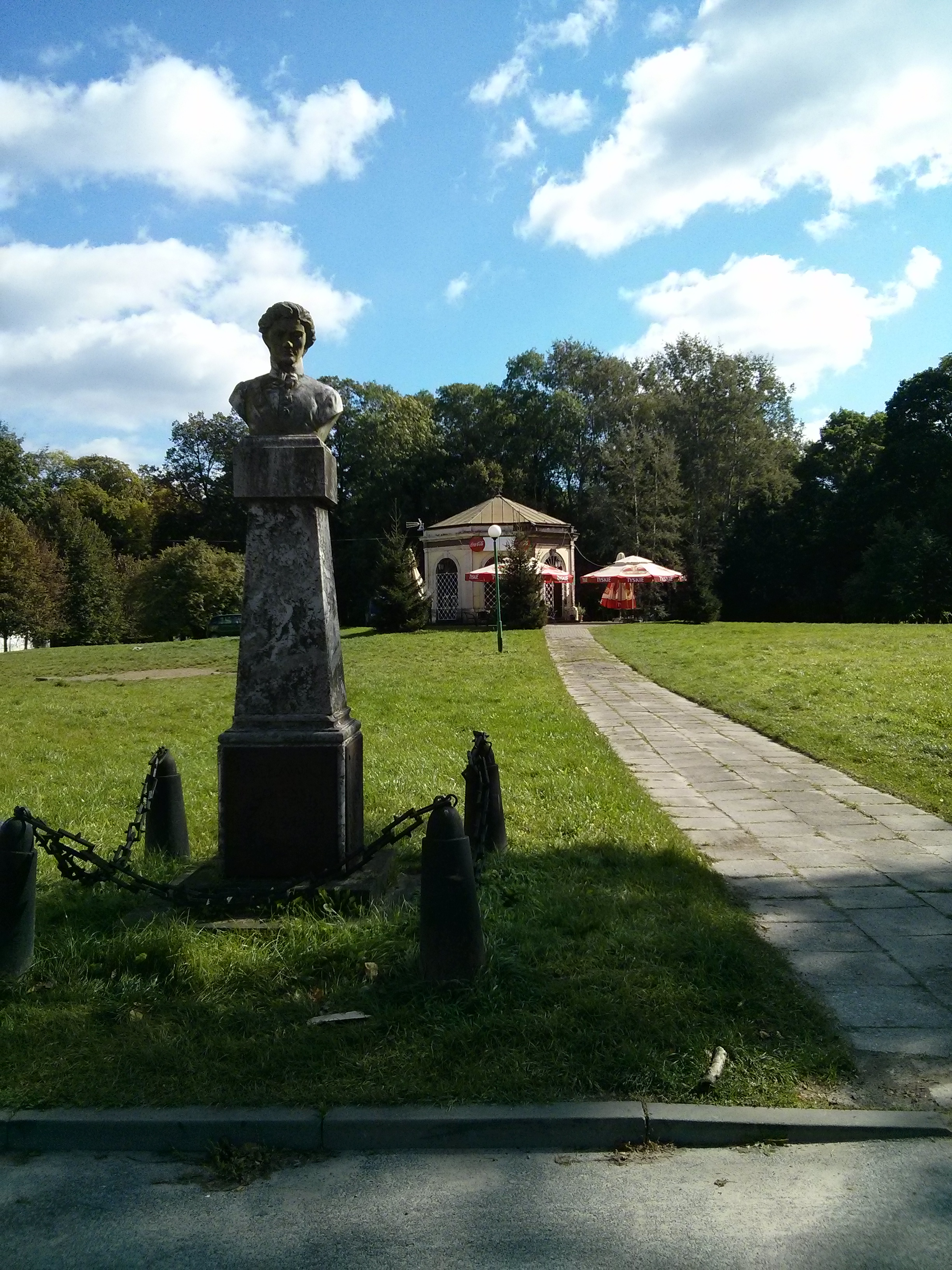
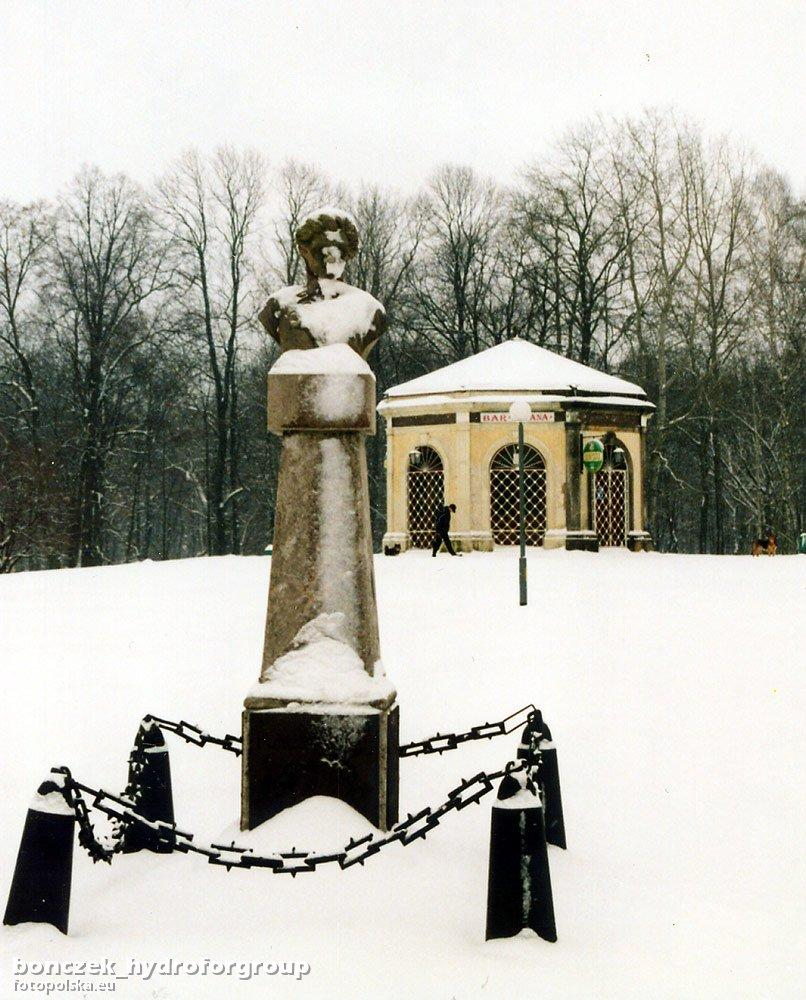
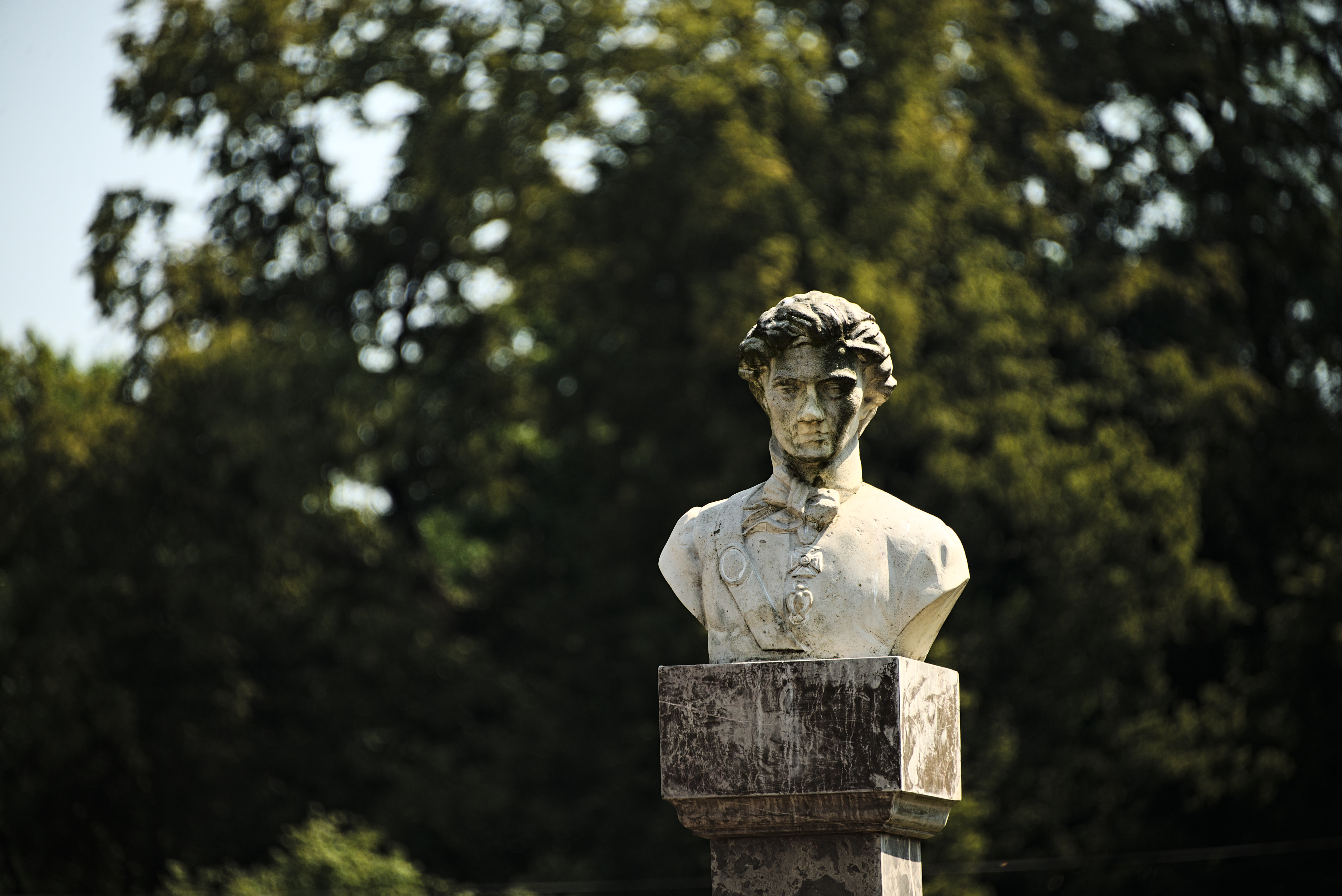

Drugi pomnik powstał w 1946, autorem jest Wojciech Durek, sprowadzony do Końskich przez księdza prałata Antoniego Ręczajskiego (proboszcza parafii śś. Mikołaja i Wojciecha). Durek wykonał między innymi drugi pomnik Kościuszki, ponieważ ten pierwszy zaginął podczas wojny. Na wysokim cokole, z płaskorzeźbą przedstawiającą trzech kosynierów, artysta umieścił na koniu wodza trzymającego dużą chorągiew. Obok monumentu znajduje się atrapa drewnianej studni.

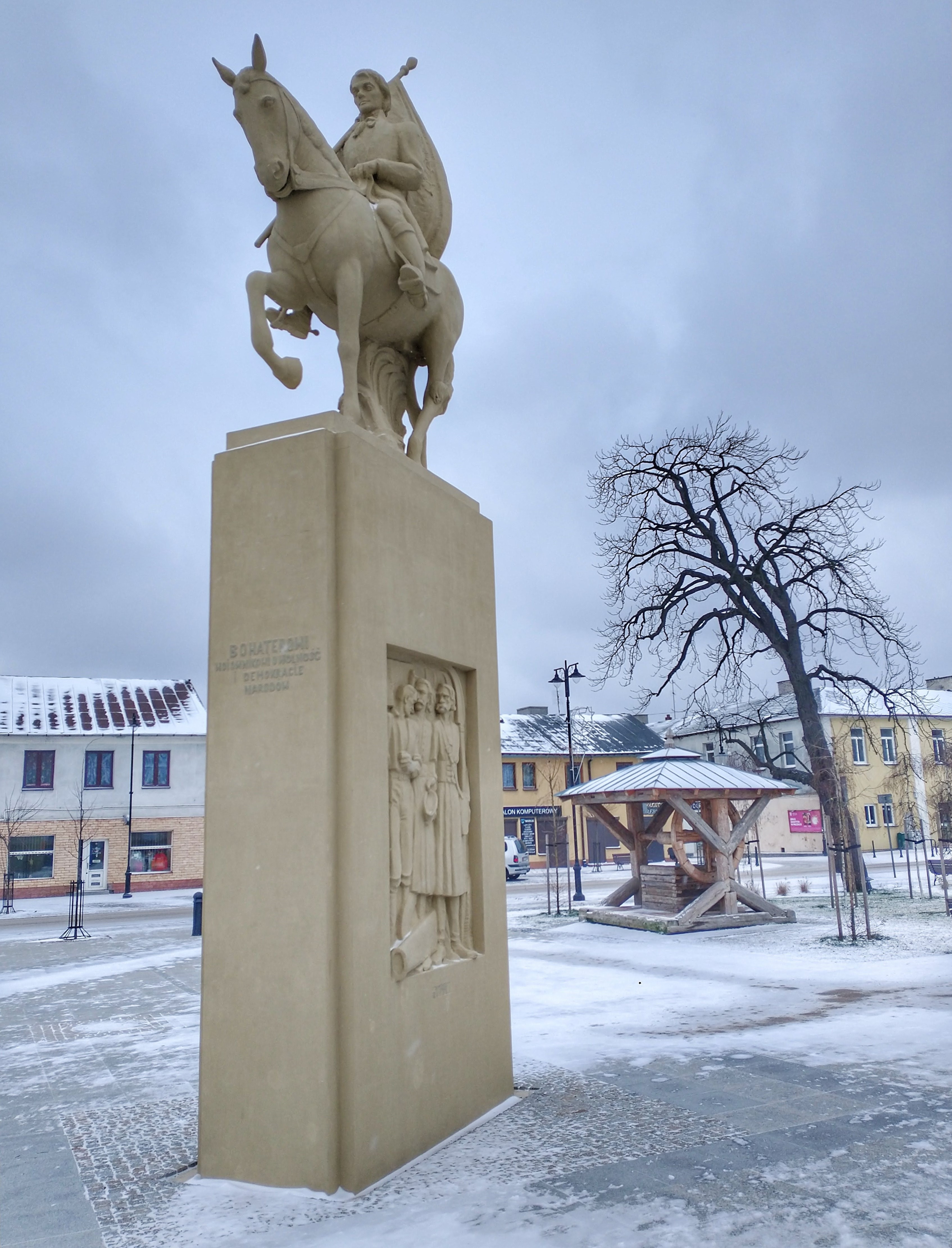
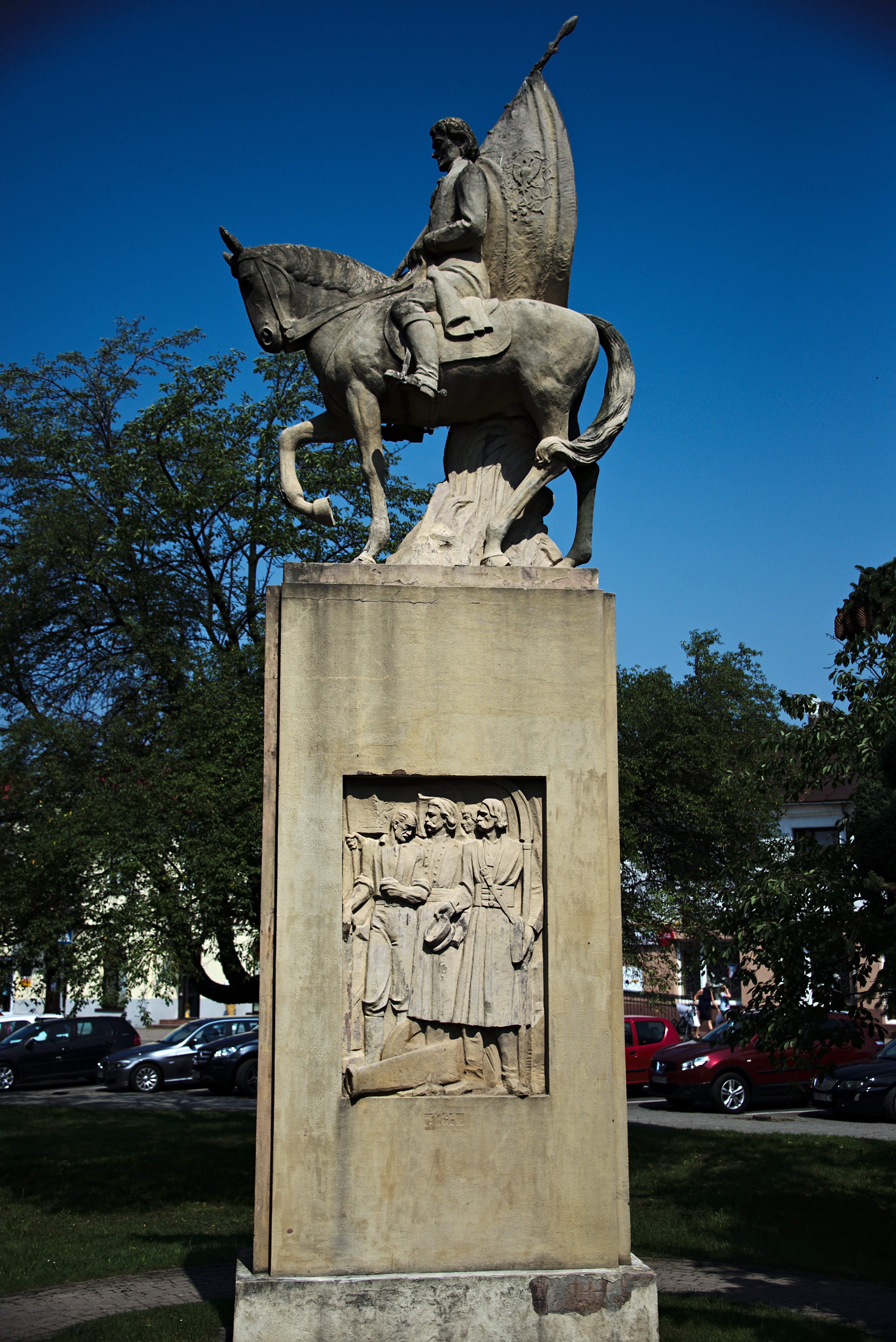
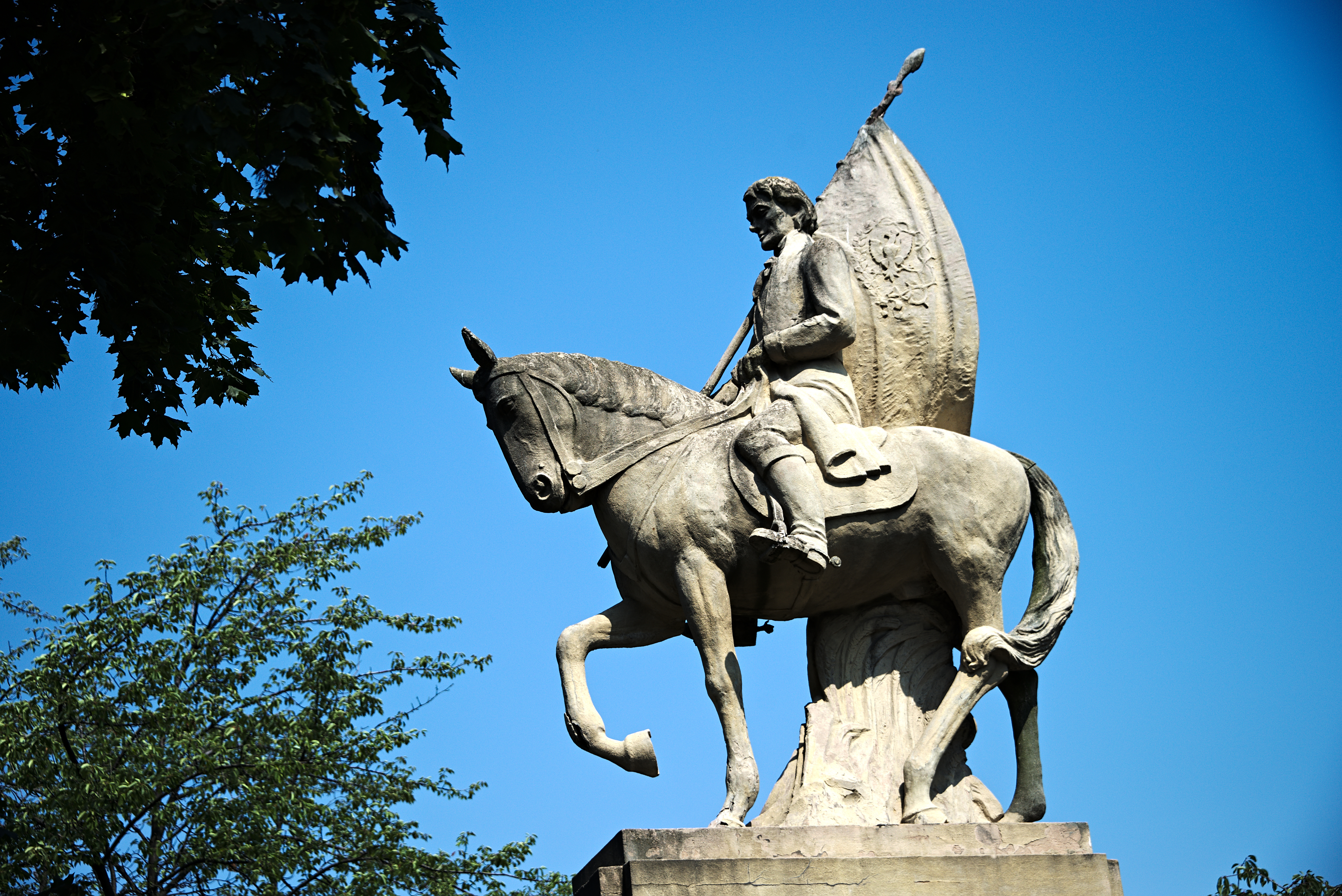